# Domenico Narni Mancinelli
Domenico Narni Mancinelli (Nola, 29 marzo 1772 – Napoli, 17 aprile 1848) è stato un arcivescovo cattolico italiano.

## Biografia
Figlio di Pasquale e di Riccarda Cappello Foscarino Rezzonico, una donna di nobiltà veneta, fratello dei due germani, Luigi e Girolamo, entrambi cavalieri dell'ordine di Malta, intraprese gli studi a Napoli nel collegio dei Nobili. Studiò dapprima letteratura, matematica, e fisica, poi musica e lingue, laureandosi definitivamente in giurisprudenza.
Per cause sconosciute, ma "ispirato dalla Divina Grazia", come scrisse un suo agiografo, "abbandonò la professione forense e si ingaggiò alla Milizia Ecclesiastica".
Svolse l'incarico di maestro del sacro collegio di teologia a Napoli, capitale dell'omonimo regno, e successivamente quello di canonico diacono della cattedrale.
Nel 1818 venne nominato arcivescovo di Cosenza da papa Pio VII e, in tale veste, fu protagonista di un evento che gli guadagnò la lode e la devozione del popolo cosentino, schierandosi in difesa dei carbonari di Cosenza, salvandoli da un'imminente condanna dal re Ferdinando I di Borbone.
Nel 1832 diventò vescovo di Caserta, ben voluto e accolto dal re Ferdinando II, come testimoniato in una pubblicazione dell'epoca:
(Mons. De Blasiis, 1848)
A Caserta si distinse per il restauro della cattedrale, l'acquisizione e il recupero della caserma dei soldati di Falciano, riutilizzata come seminario. Come già avvenuto alla cattedrale di Cosenza, anche a quella di Caserta donò preziosi arredi e anche una preziosa tela raffigurante la Madonna della Purezza, fondando poi la Congregazione missionaria per l'evangelizzazione delle parrocchie di campagna.
Dalle pubblicazioni dell'epoca si evince che continuava la sua opera pastorale da vescovo «predica[ndo] grazioso e fiorito, eruditissimo, limosiniero e protettore di chiunque si rivolgeva a lui».
Venne sepolto in un monumento marmoreo nella prima cappella a destra dell'altare maggiore della cattedrale di Caserta.

### Il sodalizio con Santa Giovanna Antida
Legò il proprio mandato apostolico alla figura di Giovanna Antida Thouret, figlia Gian Francesco Thouret, che all'età di 22 anni prese i voti, diventando suora a Napoli. Ne divenne il confessore e "direttore di coscienza", intrattenendo anche una corrispondenza epistolare. In una lettera dell'8 agosto 1826, Suor Giovanna gli scrisse:
(Suor Giovanna Antida Thouret, Lettera a Mons. Domenico Narni Mancinelli, 8 agosto 1826)

## Opere e orazioni
- Epistola pastoralis ad archiepiscopalem ecclesiam Consentinam, Roma, Tip. Crispini Puccinelli, 1818.
- Elogio funebre recitatoin occasione de' solenni funerali celebrati pel defunto Monarca Ferdinando I, nella sua chiesa metropolitana nel dì 4 febbrajo 1825.
- Orazione funebre recitata ne' solenni funerali del sommo pontefice Papa Pio VIII celebrati nella sua chiesa metropolitana nel dì 14 dicembre 1830.
- Ne' solenni funerali di Francesco I, Re del Regno delle Due Sicilie celebrati bella chiesa metropolitana di Cosenza il giorno 11 dicembre 1830, Tipografia Migliaccio, 1830.
- Nella celebrazione del fausto giorno onomastico di Ferdinando II, Re delle Due Sicilie, Migliaccio, 1831.
- Litterae Parenatales pro audiendis Confessionibus, 1831.
- Epistola pastoralis ad clerum et populum universum Casertanae dioeceseos, Tipografia Migliaccio, 1832.

## Genealogia episcopale
La genealogia episcopale è:
- Cardinale Scipione Rebiba
- Cardinale Giulio Antonio Santori
- Cardinale Girolamo Bernerio, O.P.
- Arcivescovo Galeazzo Sanvitale
- Cardinale Ludovico Ludovisi
- Cardinale Luigi Caetani
- Cardinale Ulderico Carpegna
- Cardinale Paluzzo Paluzzi Altieri degli Albertoni
- Papa Benedetto XIII
- Papa Benedetto XIV
- Papa Clemente XIII
- Cardinale Enrico Benedetto Stuart
- Cardinale Michele Di Pietro
- Arcivescovo Domenico Narni Mancinelli